# Chiesa di Sant'Atanasio (Faido)
La chiesa di Sant'Atanasio è un edificio religioso barocco con inserti neoclassici che si trova a Calpiogna, frazione di Faido (Canton Ticino).

## Storia
L'edificio sorse in forma di oratorio entro il 1404 e nel 1487 fu consacrato e dedicato a Sant'Eutichio. Una traccia di questo edificio, dotato di coro di forma poligonale, fu individuata nel 1978, quando, nell'ambito di un restauro iniziato l'anno precedente e destinato a concludersi nel 1979, la chiesa fu oggetto di una ricerca archeologica. Fra il 1650 e il 1655 l'edificio fu abbattuto, ricostruito e dedicato a Sant'Atanasio. Una delle cappelle laterali fu realizzata nel 1867 (data riportata in un'iscrizione).